# Naomi Castle
Naomi Castle (Sydney, 29 de maio de 1974) é uma jogadora de polo aquático australiana, campeã olímpica.

## Carreira
Naomi Castle fez parte da geração medalha de ouro em Sydney 2000.